# Pe luciul gheții

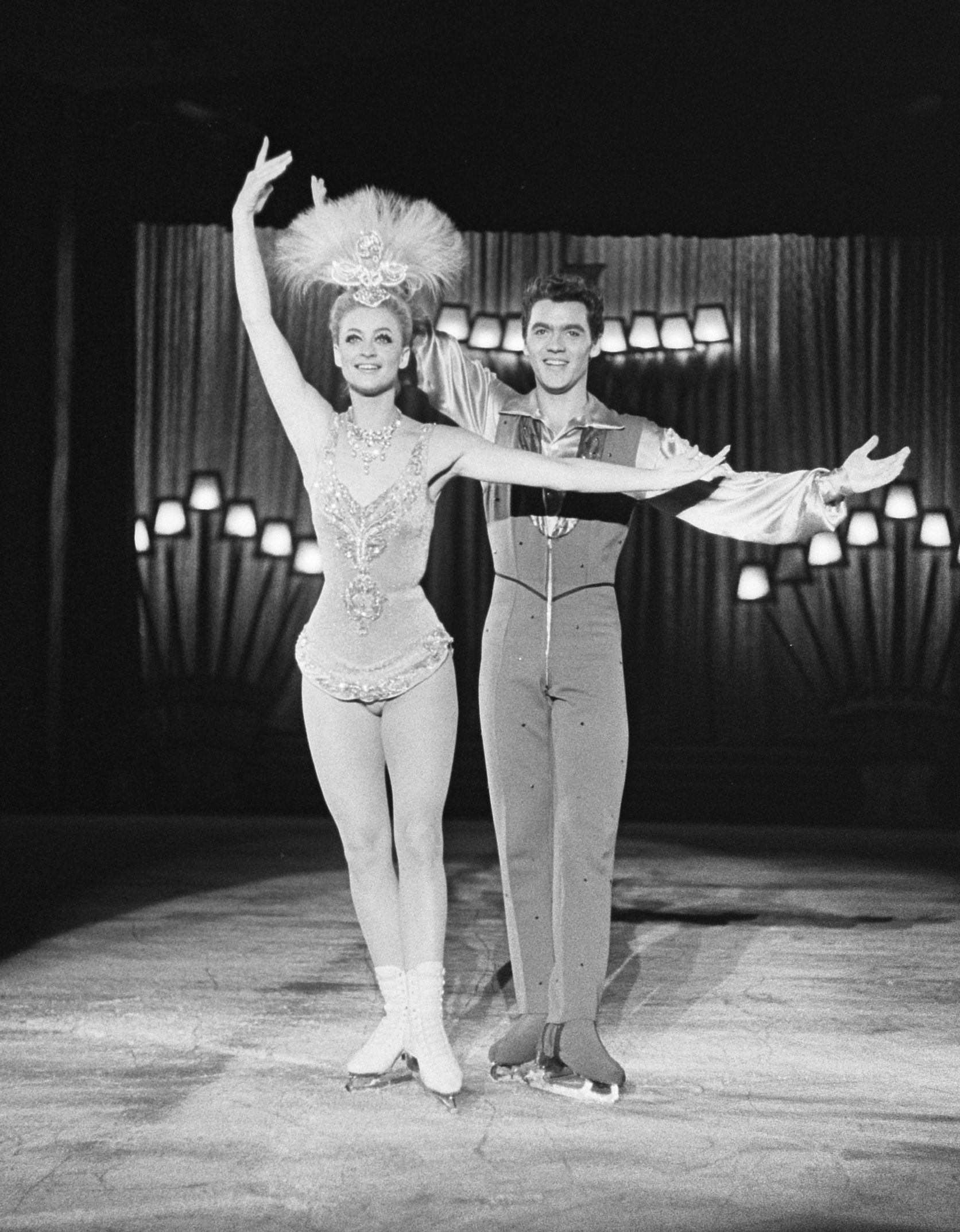
Marika Kilius și Hans-Jürgen Bäumler într-o scenă din film

Pe luciul gheții (titlul original: în germană Die große Kür) este un film romantic, coproducție vest-germano–austriacă, realizat în 1964 de regizorul Franz Antel, protagoniști fiind actorii Marika Kilius, Hans-Jürgen Bäumler, Peter Kraus și Paul Hörbiger.
Premiera filmului în România a avut loc la data de 21 ianuarie 1971.

## Rezumat
Cuplul de vis al patinajului artistic german devine și în film o pereche de îndrăgostiți. Patinatorii artistici Marika și Hans-Jürgen sunt o senzație împreună și de asemenea, sunt profund îndrăgostiți unul de celălalt, chiar dacă nu o arată întotdeauna. Când vor să treacă de la categoria de amatori la profesioniști, cuplul se destramă din cauza unei serii de neînțelegeri și semnează contracte cu două reviste pe gheață diferite. Dar cu ajutorul unui câine simpatic pe care amândoi îl iubesc mai mult decât orice, un cultivator de trandafiri reușește să reunească cuplul, în viață și pe gheață.

## Distribuție
- Marika Kilius – Marika Kilius
- Hans-Jürgen Bäumler – Hans-Jürgen Bäumler
- Peter Kraus – Jonny King
- Paul Hörbiger – Franz Haslinger
- Mady Rahl – Doris
- Marlene Warrlich – Helga Lindenberg
- Peter Fröhlich – Peter
- Marte Harell – Mrs. King
- Dorothee Parker – Jane
- Marlene Rahn – Kiki
- Wolf Albach-Retty – șeful Revistei pe gheață vieneze
- Heinz Erhardt – Eberhard Traugott
- Gunther Philipp – Tommy Toifel
- Pedro di Cordoba – dansatorul de flamenco
- Willy Dirtl – un dansator
- Wiener Eisrevue – ei înșiși (ca Ensemble der Wiener Eisrevue)
- Wiener Staatsopernballett – ei înșiși (ca membrii ai Ballett der Wiener Staatsoper)
- Die Liverpool-Boys – formație

## Melodii din film
- Abends, wenn die Sterne wandern – textul de Erwin Halletz, interpretată de Monte Carlo Light Symphony Orchestra și Max Greger and His Orchestra (ca Orchestra Max Greger)
- Kisses in the Night – textul de Erwin Halletz interpretată de Peter Kraus, Monte Carlo Light Symphony Orchestra and Max Greger and His Orchestra (ca Orchestra Max Greger)
- Salome – textul de Robert Stolz și Arthur Rebner
- Honey Moon in St. Tropez – interpretată de Hans-Jürgen Bäumler (nemenționat) și Marika Kilius (nemenționat)
- Ich bin kein Eskimo – interpretată de Marika Kilius (nemenționat)
- Kavalier, Kavalier – interpretată de Marika Kilius (nemenționat)
- Yeah, yeah, yeah – interpretată de Liverpool-Boys (Parodie - Beatles)
- Addio... addio... interpretată de Domenico Modugno